# Open de Franche Comté 2006
L'Open de Franche Comté 2006 è stato un torneo di tennis facente parte della categoria ATP Challenger Series nell'ambito dell'ATP Challenger Series 2006. Il torneo si è giocato a Besançon in Francia dal 20 al 26 febbraio 2006 su campi in cemento indoor.

## Vincitori

### Singolare
Nicolas Mahut ha battuto in finale  Frank Dancevic con il punteggio di 6–3, 6–4

### Doppio
Christopher Kas /  Philipp Petzschner hanno battuto in finale  Jean-Claude Scherrer /  Lovro Zovko con il punteggio di 6–2, 6–2